# Prefectura Autònoma Tibetana de Gannan
La Prefectura Autònoma Tibetana de Gannan (en xinès:甘南藏族自治州 ; pinyin: Gānnán Zàngzú Zìzhìzhōu; en tibetà: ཀན་ལྷོ་བོད་རིགས་རང་སྐྱོང་ཁུལ་; Gainlho Poirig Ranggyong Kü) és una prefectura autònoma del sud de la província de Gansu, Xina. Inclou Xiahe i el monestir de Labrang, Luqu, Maqu i altres ciutats i pobles de majoria tibetana. Gannan té una superfície de 40.898 km² i la seva capital és Hezuo (Zoi). Inicialment, quan es va proclamar el districte autònom de Gannan, la seu del districte es trobava a la ciutat de Labrang, a Xiahe.

## Població
Segons el cens del 2010, Gannan té 689.132 habitants i una densitat de població de 17,14 habitants per km².

### Grups ètnics de Gannan, segons el cens de 2000
| Nacionalitat | Població | Percentatge |
| ------------ | -------- | ----------- |
| Tibetans     | 329.278  | 51,44%      |
| Han          | 267.260  | 41,75%      |
| Hui          | 41.163   | 6,43%       |
| Monguor      | 939      | 0,15%       |
| Dongxiangs   | 258      | 0,04%       |
| Manxús       | 257      | 0,04%       |
| Salars       | 222      | 0,03%       |
| Mongols      | 215      | 0,03%       |
| Altres       | 514      | 0,09%       |

## Transport
La carretera principal que travessa la prefectura és l'autopista G213. El 2013 es va inaugurar l'Aeroport Xiahe de Gannan.

## Subdivisions
La prefectura té una ciutat de nivell de xian, i set xians.
| Map | Map    | Map         | Map        | Map                            | Map                  | Map        | Map            |
| --- | ------ | ----------- | ---------- | ------------------------------ | -------------------- | ---------- | -------------- |
| Hezuo · (city) Xian de · Lintan Xian de · Jonê · ※ Xian de · Zhouqu Xian de · Têwo Xian de · Maqu Xian de · Luqu Xian de · Xiahe ※ ＊ ＊ Lianhuashan National · Nature Reserve |        |             |            |                                |                      |            |                |
| Name | Hanzi  | Pinyin      | Tibetà     | Wylie                          | Població (Cens 2010) | Area (km²) | Densitat(/km²) |
| Ciutat de Hezuo | 合作市 | Hézuò Shì   | གཙོས་གྲོང་ཁྱེར། | gtsos grong khyerZoi Chongkyir | 90,290               | 2,670      | 33.81          |
| Xian de Lintan | 临潭县 | Líntán Xiàn | ལིན་ཐན་རྫོང་། | lin than rdzongLintain Zong    | 137,001              | 1,557      | 87.99          |
| Xian de Zhuoni | 卓尼县 | Zhuóní Xiàn | ཅོ་ནེ་རྫོང་།   | co ne rdzongJonê Zong          | 100,522              | 5,694      | 17.65          |
| Xian de Zhugqu | 舟曲县 | Zhōuqū Xiàn | འབྲུག་ཆུ་རྫོང་། | 'brug chu rdzongZhugqu Zong    | 132,108              | 3,010      | 43.88          |
| Xian de Diebu | 迭部县 | Diébù Xiàn  | ཐེ་བོ་རྫོང་།   | the bo rdzongTêwo Zong         | 52,166               | 5,108      | 10.21          |
| Xian de Maqu | 玛曲县 | Mǎqū Xiàn   | རྨ་ཆུ་རྫོང་།   | rma chu rdzongMaqu Zong        | 54,745               | 10,190     | 6.72           |
| Xian de Luqu | 碌曲县 | Lùqū Xiàn   | ཀླུ་ཆུ་རྫོང་།   | klu chu rdzongGluqu Zong       | 35,630               | 5,298      | 6.72           |
| Xian de Xiahe (o Sangqu) | 夏河县 | Xiàhé Xiàn  | བསང་ཆུ་རྫོང་། | bsang chu rdzongSangqu Zong    | 86,670               | 6,674      | 12.98          |

## Història
El 1980 es van trobar restes humanes que s'han identificat com a denissovanes, un hominí que va viure fa 160.000 anys, i curiosament a una altitud de 3.280 msnm. La troballa la va fer un monjo en una cova sagrada de la muntanya de Dalijiashan, prop del monestir de Baishiya, a Xiahe.
L'agost de 2010, uns esllavissaments de terra a causa de les inundacions van provocar més de 700 morts i més de 1.100 desapareguts al xian de Zhugqu. En saber la notícia, l'onzè panchen-lama Gyancain Norbu, va fer donació de 50.000 iuans a la ciutat, i pregà pels habitants de les diverses ètnies.

## Economia

### Agricultura i artesania
La Prefectura Autònoma Tibetana de Gannan disposa d'un sector agrícola important compost d'agricultura, ramaderia i explotació forestal. També hi ha instal·lacions de producció d'energia elèctrica.
Kim Yeshi va iniciar, el 2007, el projecte Norlha, en el qual treballen un centenar d'artesans a la població de Zorgey Ritoma, els quals produeixen, a partir de la llana del iac, teles, plaids i bufandes, que es distribueixen en botigues de grans marques.

### Urani
La Prefectura té mines d'urani, explotades des de la dècada de 1980 a Têwo. El militant ecologista Sun Xiaodi afirma que ha estat testimoni de greus contaminacions radioactives a causa de l'explotació de la mina d'urani i va cridar l'atenció a les autoritats durant més de deu anys, cercant el suport de la població mitjançant demandes. La mina fou tancada oficialment el 2002, però l'administració hauria continuat explotant el mineral radioactiu per al profit personal. Sun Xiaodi fou arrestat el 2005 i 2006 i posat sota arrest domiciliari. L'1 de desembre de 2006 va rebre el premi Nuclear-Free Future Award (Futur Sense Nuclear).